# 尼古拉斯·雅各比
尼古拉斯·雅各比（德語：Nicolas Jacobi，1987年4月13日—），德国男子曲棍球运动员。他曾代表德国国家队参加2016年夏季奥林匹克运动会曲棍球比赛，获得一枚铜牌。